# Anke van Extel-van Katwijk
A.H.C.M. (Anke) van Extel-van Katwijk (Handel, 1978) is een Nederlandse bestuurster en CDA-politica. Sinds 20 januari 2021 is zij burgemeester van Asten.

## Biografie
Anke Van Extel-van Katwijk studeerde van 1996 tot 2000 Culturele en Maatschappelijke Vorming aan de Fontys Hogescholen in Eindhoven. Van 2002 tot 2004 studeerde zij aan de Bestuursacademie in Tilburg. Van 2003 tot 2014 was zij werkzaam bij de gemeente Veghel als beleidsmedewerker, raadsadviseur en plaatsvervangend raadsgriffier.
Van Extel-van Katwijk begon in 1999 op 21-jarige leeftijd als gemeenteraadslid van Gemert-Bakel. Vanaf 2004 was zij fractievoorzitter van het CDA. Van 2011 tot 2014 was zij Statenlid van Noord-Brabant. Vanaf 15 mei 2014 was zij wethouder van Gemert-Bakel en had zij in haar portefeuille Ruimtelijke ordening, Vitaal platteland, Bouwen en milieu, Monumenten, Openbaar beheer (incl. verkeer en parkeren), Landschapsbeheer en Duurzaamheid. Vanaf 2018 was zij locoburgemeester van Gemert-Bakel.
Van Extel-van Katwijk werd op 20 oktober 2020 door de gemeenteraad van Asten voorgedragen als burgemeester als opvolger van Hubert Vos. Op 7 december 2020 werd bekendgemaakt dat de minister van Binnenlandse Zaken en Koninkrijksrelaties de voordracht heeft overgenomen zodat zij bij koninklijk besluit per 20 januari 2021 benoemd kon worden. Op 10 juni 2021 vond de installatie plaats.
Van Extel-van Katwijk is geboren en getogen in Handel. Ze is getrouwd en heeft een zoon en dochter. Ze was tot haar burgemeesterschap woonachtig in Gemert.